# NGC 7529
NGC 7529 é uma galáxia espiral (Sbc) localizada na direcção da constelação de Pegasus. Possui uma declinação de +08° 59' 32" e uma ascensão recta de 23 horas, 14 minutos e 03,1 segundos.
A galáxia NGC 7529 foi descoberta em 2 de Julho de 1880 por Ernst Wilhelm Leberecht Tempel.